# ALFA 15-20 HP
La 15-20 HP è una vettura prodotta dall'ALFA, ovvero dalla casa automobilistica che in seguito sarebbe diventata Alfa Romeo, dal 1914 al 1915 e anche 1920.

## Storia del modello
Il modello deriva strettamente dalla 15 HP rappresentandone la naturale evoluzione e anche una versione più economica e meno impegnativa rispetto alla sorella maggiore 24 HP, e, come su quest'ultima, i 15-20 HP nel nome si riferiscono alla potenza fiscale.
La vettura, progettata da Giuseppe Merosi monta un motore quattro cilindri in linea 2413 cm³ di cilindrata (alesaggio x corsaː 80 x 120 mm), con monoblocco e testata fissa in ghisa e distribuzione a valvole laterali comandate da un albero a camme nel basamento mosso da ingranaggi che eroga una potenza di 28 CV a 2.400 giri/min, 4 in più del precedente modello grazie al rapporto di compressione aumentato a 4,3:1. La potenza viene trasmessa alle ruote posteriori mediante un cambio a quattro marce collegato al motore da un giunto cardanico. Le ruote a raggi in legno montano pneumatici da 820x120 mm. La carreggiata, sia anteriore che posteriore, aumentò di 50 mm e raggiunse i 1.350 mm, invece i freni sono a tamburo, quello di servizio agisce sulla trasmissione mentre quello a mano solo sulle ruote posteriori. 
La vettura, disponibile in versione torpedo o come autotelaio, raggiungeva una velocità massima di 100 km/h e poteva accelerare da 0 a 100 km/h in 100 secondi. Al momento del lancio era in vendita a 9.500 lire mentre nel 1920, dopo la fine della prima guerra mondiale, il prezzo era lievitato a 24.000 lire. La produzione tuttavia fu interrotta dal 1915 al 1919 per gli eventi bellici. Per vedere sui mercati un modello Alfa Romeo con caratteristiche simili si dovrà aspettare il 1923, quando la casa del Biscione lanciò la RM.